# スタール邸
スタール邸（スタールてい、英語: Stahl House、別名：ケース・スタディ・ハウス#22）は、建築家ピエール・コーニッグが設計したカリフォルニア州ロサンゼルスのハリウッドヒルズ地区にある近代建築の住宅。
住宅建築プログラム「ケース・スタディ・ハウス」の一環として建てられ、建築写真家ジュリアス・シャルマンの写真で有名となり、数多くのドラマ、映画、広告撮影のロケ地として使用された。なお施主バック・スタール（Buck Stahl）が全体の構造にインスピレーションを与えたのではないかとみられる写真や逸話もある。2013年に合衆国歴史登録財に登録された

## 来歴
1954年、元プロフットボール選手でグラフィックデザイナー兼看板職人として働いていたバック・スタールは、自宅の近くにあったハリウッドヒルズの空き地を1万3500ドルで購入し、邸宅建設のため当初は自力で整地などを行っていた。このころのスタール家のアルバムには、鉄とガラスでつくられた邸宅の模型（後にコーニッグが設計したスタール邸によく似た模型）と共にポーズをとるバック・スタールの写真（1956年6月の写真）も残されている。
1957年、若き建築家ピエール・コーニッグに設計・施工を依頼。建設が始まったのは1959年9月、完成したのは1960年5月、建設費は3万4000ドル、プールの建設費は3,651ドルだった。
アメリカ中産階級の人々に安価なプレハブ建築の魅力を知ってもらうために米建築雑誌「アーツ・アンド・アーキテクチュア」が企画した実験的住宅建築プログラム「ケース・スタディ・ハウス」の一環として建てられたスタール邸は、写真家ジュリアス・シャルマンが撮影した、床から天井まであるガラスの壁を通して広がるロサンゼルスの夜景を背景に家の隅で2人の女性がくつろいで談笑する様子を写した写真で有名となり、20世紀ロサンゼルスの近代建築を象徴する建築として広く知られるようになった。
1999年、ロサンゼルス歴史文化遺産に指定された。 2007年にはアメリカ建築家協会が選ぶ「America's Favorite Architecture（アメリカのお気に入り建築）150」のひとつに選ばれた。なおスタール邸は150件中140位、南カリフォルニアから選ばれた11件のうちの1件で唯一の個人所有の家でもある。2008年12月にロサンゼルス・タイムズ紙が行った専門家へのアンケートでは、ロサンゼルスのベストハウス10に選ばれた。
スタール邸は、数多くのファッション誌、映画、広告のロケ地として使用された。映画では『Smog』（1962年）、『ペンタグラム/悪魔の烙印』（1990年）、『あなたに恋のリフレイン』（1991年）、『コリーナ、コリーナ』（1994年）、『マイ・ハート、マイ・ラブ』（1998年）、『Why Do Fools Fall In Love』（1998年）、『ギャラクシー・クエスト』（1999年）、『13F』（1999年）、『ベティ・サイズモア』（2000年）、『秘密のかけら』（2005年）などがあり、テレビドラマでは『特捜隊アダム12』、『エマージェンシー!』、『刑事コロンボ』、『ザ・シンプソンズ』などがある。ミュージックビデオではATBの『I Don't Wanna Stop』（2003年）、スコット・ワイランドの『Missing Cleveland』、ウィルソン・フィリップスの『Release Me』などでも使用されている。また2004年に発売されたゲーム『グランド・セフト・オート・サンアンドレアス』には、プレイヤーが購入できるセーフハウスのひとつとしてスタール邸そっくりの建物も登場している。なお『刑事コロンボ』のロケ地としては2度使用されており、その内の一話はスティーブン・スピルバーグ監督によるものである。
家主のバック・スタールは2005年に死去したが、妻や娘ら遺族にはこの家を売却する考えはない。過去には最高1500万ドルで買い取りたいとの申し出があったという。